# Silberne Stadtplakette
Die Silberne Stadtplakette ist eine Auszeichnung, welche von der Stadt Würzburg für Leistungen zum Wohle der Stadt und ihrer Bürger auf den Gebieten der Kunst und Wissenschaft, der Wirtschaft, des Sozialwesens oder des öffentlichen Lebens verliehen wird.

## Verleihungen (Unvollständig)
- 1937: Heinz Schiestl[1]
- 1938: Arthur Schleglmünig[2]
- 1939: Adolf Sandberger
- 1941: Armin Knab
- 1949: Franz Heinlein, Karl Marbe, Wilhelm Weigand
- 1950: Wilhelm Bolza, Albert Boßlet, Gertraud Rostosky, Ernestine Gräfin von Schönborn
- 1951: Armin Knab, Fritz König, Wilhelm Laforet, Friedrich Noell
- 1952: Rudolf Esterer, Leonhard Frank[3], Otto Hahn, Franz Miltenberger, Georg Schneider, Peter Schneider, Berthold Schwab
- 1953: Georg Engel, Friedrich Fick, Fritz Memmert
- 1954: Heinz Fuchs, Fried Heuler, Hans Metzel, Michael Müller
- 1958: Oberbürgermeister a. D. Gustav Pinkenburg
- 1959: Hans Bolza, Hans Brandmann, Heinrich Hösch, Karl Tretter, Gotthold Wahl
- 1960: Ferdinand Nickles (Zweiter Bürgermeister von 1952 bis 1960[4]), Emy Roeder[5]
- 1961: Kaspar Dürr, Eugen Jochum[6]
- 1962: Adalbert Jakob
- 1963: Heiner Dikreiter, Max Schnabel
- 1964: Vinzenz Fuchs, Franz Seberich, Wilhelm Schwinn
- 1966: Peter Endrich
- 1967: Hans Frankenberger, Karl Richter, Theaterbauverein Würzburg e.V.
- 1968: Rudolf Schlick
- 1970: Werner Hoppe
- 1976: Max Mengeringhausen, John Davis Skilton
- 2007: Uwe Schreiber,[7] Otmar Issing[8]
- 2008: Helmut Bauer[9]
- 2009: Waltraud Klein-Langner und Wolfgang Klein-Langner[10]
- 2010: Hermann Neubert[11]
- 2011: Volker ter Meulen[12]
- 2012: Ferdinand Kleppmann[13], Peter Sefrin[14]
- 2013: Thomas Lurz[15]

## Quelle
- Der Artikel basiert auf dem Artikel Silberne Stadtplakette aus der freien Enzyklopädie WürzburgWiki und steht unter der Creative-Commons-BY-SA-Lizenz.